# Baseball au Chili
Le baseball au Chili a commencé à se développer au début du XXe siècle, par des immigrants étrangers. Les plus grandes activités et compétitions de ce sport ont lieu dans certaines villes du  Nord (Arica, Iquique, Tocopilla, Antofagasta et  La Serena), l'endroit où le sport a commencé dans le pays. Dans la  Zone centrale il existe des associations à  San Antonio et  Santiago; et dans la  sud à Concepción. L'activité est réglementée par la «Fédération chilienne de baseball et de softball» (Fechibeis) et est en concurrence avec l'équipe de baseball du Chili.

## Histoire
Les premiers antécédents de baseball et softball au Chili se trouvent à la date de l'indépendance de États-Unis, 4 juillet, dans l'année 1918; est une photo dans laquelle des joueurs nord-américains apparaissent en train de jouer à un jeu à Tocopilla, lors de la fête nationale des États-Unis.
À l'époque de l'apogée de salpêtre dans le nord du Chili, et à la suite du développement de la ville de Iquique et de son avance industrielle, il y avait plusieurs navires qui accostaient à cette ville-port avec des gens qui venaient chercher une meilleure rémunération, et dans l'un d'eux (le navire de la ligne Marú), un Japonais, Tatsukichi Sakurada Endo, qui se faisait appeler «Juan» , Il voulait jouer au baseball, qui avait été l'un des meilleurs aux États-Unis, en Europe et dans son pays natal. Avec 8 joueurs trouvés dans la ville, il a fondé l'Association de baseball à Iquique et au Chili en 1931, étant le premier organisme de réglementation du sport dans le pays.